# Tyler Biadasz
Tyler Biadasz (Amherst, 20 novembre 1997) è un giocatore di football americano statunitense che milita nel ruolo di centro per i Washington Commanders della National Football League (NFL).

## Carriera

### Dallas Cowboys
Biadasz al college giocò a football a Wisconsin. Fu scelto dai Dallas Cowboys nel corso del quarto giro (146º assoluto) del Draft NFL 2020. Nella sua stagione da rookie disputò 12 partite, di cui 4 come titolare. Nel 2022 fu convocato per il suo primo Pro Bowl al posto di Jason Kelce, impegnato nel Super Bowl LVII.

### Washington Commanders
Biadasz firmò un contratto triennale del valore di 30 milioni di dollari con i Washington Commanders il 15 marzo 2024.

## Palmarès
- Convocazioni al Pro Bowl: 1

2022